# Lee Kyou-hyuk
Lee Kyou-hyuk (Seoel, 16 maart 1978) is een voormalig Zuid-Koreaans schaatser. Hij was gespecialiseerd in de sprintafstanden.
Lee deed mee aan de Olympische Winterspelen van 1994, 1998, 2002, 2006 en 2010. Zijn beste Olympische resultaat was de vijfde plaats op de 500 meter tijdens de Spelen van Salt Lake City.
Bij de WK Afstanden is zijn beste resultaat een derde plaats op de 1000 meter en een tweede plaats op de 500 meter.
Lee reed twee keer een officieel wereldrecord. Op 23 november 1997 was Lee tijdens World Cup wedstrijden in Calgary de snelste op de 1000m met 1.10,42. Hij was toen nog maar 19 jaar. Het record hield slechts een maand stand.
Tijdens recordraces in maart 2001 op de Olympic Oval van Calgary verraste Lee met het rijden van een wereldrecord: 1.45,20. Dit record bleef tot aan de Olympische Spelen in Salt Lake City staan.
In het seizoen 2005-2006 werd Lee vierde in het eindklassement van de wereldbeker over 500 meter.
In 2007 werd Lee wereldkampioen sprint in Hamar zonder ook maar één afstand te winnen. Met de laatste 1000 meter nog voor de boeg stond de Fin Pekka Koskela nog eerste in het algemeen klassement, maar Lee wist het verschil te overbruggen en behaalde voor het eerst in zijn carrière goud op een groot internationaal toernooi. De wereldkampioen bij de dames, Anni Friesinger, had na afloop niets dan lof voor zijn prestatie: "Hij is zo vaak vierde geworden en de eerste dag moest hij de 1000 meter alleen rijden op zwaar ijs. Hij heeft het dik verdiend." Lee prolongeerde zijn titel in 2008 in Heerenveen en leek op weg naar een podiumplek in 2009, totdat hij op de slotafstand viel.
Tijdens de Aziatische Winterspelen 2007 wist Lee op de 500m een zilveren medaille te winnen. Hij werd verslagen door zijn landgenoot Lee Kang-seok. Later wist Lee ook beslag te leggen op de gouden medailles bij de 1000m en de 1500m.
Op de Olympische Winterspelen 2010 in Vancouver werd hij 15e met 70,480 over twee ritten. In de eerste rit klokte hij 35,14, in de tweede rit 35,34. Op de 1000m werd hij 9e met een tijd van 1.09,92.
Op 23 januari 2011 werd Lee in Heerenveen voor de vierde keer wereldkampioen sprint.

## Records

### Persoonlijk records
| Afstand      | Tijd     | Datum            | Baan           |
| ------------ | -------- | ---------------- | -------------- |
| 500 meter    | 34,26    | 11 december 2009 | Salt Lake City |
| 1000 meter   | 1.07,07  | 11 november 2007 | Salt Lake City |
| 1500 meter   | 1.45,20  | 15 maart 2001    | Calgary        |
| 3000 meter   | 3.54,30  | 27 oktober 2001  | Calgary        |
| 5000 meter   | 7.07,61  | 10 maart 1996    | Calgary        |
| 10.000 meter | 15.32,67 | 19 december 1992 | Chichibu       |

### Wereldrecords
| Nr.  | Afstand              | Tijd    | Datum            | Baan    |
| ---- | -------------------- | ------- | ---------------- | ------- |
| jr1. | 500 meter (junioren) | 36,59   | 8 maart 1996     | Calgary |
| 1.   | 1000 meter           | 1.10,42 | 23 november 1997 | Calgary |
| 2.   | 1500 meter           | 1.45,20 | 15 maart 2001    | Calgary |

## Resultaten
| Jaar | WK Allround | WK Sprint | WK Afstanden        | Olympische Spelen         | Aziatische Spelen    | WK Junioren |
| ---- | ----------- | --------- | ------------------- | ------------------------- | -------------------- | ----------- |
| 1992 |             |           |                     |                           |                      | NC21        |
| 1993 |             |           |                     |                           |                      | NC19        |
| 1994 |             |           |                     | 36e 500m 32e 1000m        |                      | 4e          |
| 1995 | NC20        |           |                     |                           |                      | 4e          |
| 1996 |             |           |                     |                           |                      | 4e          |
| 1997 | NC21        |           |                     |                           |                      |             |
| 1998 |             | 12e       |                     | 8e 500m 13e 1000m         |                      |             |
| 1999 |             |           |                     |                           | 1000m                |             |
| 2000 |             |           | 15e 500m 12e 1000m  |                           |                      |             |
| 2001 |             | 9e        | 5e 500m 4e 1000m    |                           |                      |             |
| 2002 |             | 6e        |                     | 5e 500m 8e 1000m 8e 1500m |                      |             |
| 2003 |             | 6e        | 10e 1000m 24e 1500m |                           | 1000m · 1500m        |             |
| 2004 |             | 20e       | 13e 500m 15e 1000m  |                           |                      |             |
| 2005 |             | 11e       | 21e 500m 22e 1000m  |                           |                      |             |
| 2006 |             | 4e        |                     | 17e 500m 4e 1000m         |                      |             |
| 2007 |             | Goud      | 4e 500m · 1000m     |                           | 500m · 1000m · 1500m |             |
| 2008 |             | Goud      | 500m · 6e 1000m     |                           |                      |             |
| 2009 |             | NF4       | 500m · 7e 1000m     |                           |                      |             |
| 2010 |             | Goud      |                     | 15e 500m 9e 1000m         |                      |             |
| 2011 |             | Goud      | 500m · 4e 1000m     |                           | 1500m                |             |
| 2012 |             | Zilver    | NS2 500m 12e 1000m  |                           |                      |             |
| 2013 |             | 6e        |                     |                           |                      |             |
| 2014 |             | NC25      |                     | 18e 500m 21e 1000m        |                      |             |

NC# = niet gekwalificeerd voor de laatste afstand, maar wel als # geklasseerd in de eindrangschikking

### Medaillespiegel
| Kampioenschap     | Goud | Zilver | Brons |
| ----------------- | ---- | ------ | ----- |
| WK Sprint         | 4    | 1      | 0     |
| WK Afstanden      | 1    | 2      | 1     |
| Aziatische Spelen | 4    | 2      | 1     |